# Alttojärvi
Alttojärvi är en sjö i Finland. Den ligger i kommunen Enare i landskapet Lappland, i den norra delen av landet, 1 000 km norr om huvudstaden Helsingfors. Alttojärvi ligger 173,9 meter över havet. Omgivningarna runt Alttojärvi är i huvudsak ett öppet busklandskap. Arean är 49,5 hektar och strandlinjen är 6,65 kilometer lång. Sjön  ingår i Pasvik älvs huvudavrinningsområde. 